# Edward A. Schils
Edward Shils (1 de junio o julio de 1910 – 23 de enero de 1995) fue profesor Emérito en la Comisión del Pensamiento Social y Sociología en la Universidad de Chicago y un sociólogo influyente. Destacó por su investigación en el papel de los intelectuales y sus relaciones con la política pública y energética. Su trabajo fue reconocido en 1983 cuando se le galardonó con el Premio Balzan. En 1979, fue seleccionado por el Consejo Nacional en Humanidades para dar Conferencia Jefferson, el mayor premio dado por el gobierno federal de los Estados Unidos por el ilustre logro intelectual en Humanidades para consecución intelectual señalada en las humanidades.

## Educación
Shils creció en Filadelfia, donde fue al instituto. Aunque enseñó sociología y pensamiento social, no obtuvo un título académico en esos campos. Su licenciatura, por la Universidad de Pensilvania, fue en literatura francesa. Llamó la atención de Louis Wirth, un ilustre sociólogo de la Universidad de Chicago, quién contrató Shils como ayudante de investigación. Con el tiempo, Shils sería reconocido como profesor destacado en el campo de la sociología. Su conocimiento de las literaturas de numerosas culturas y campos se consideraba imprisionante. Enseñó sociología, filosofía social, literatura inglesa, historia de ciencia china y otras materiasos temas.

## Carrera
Especialista en los trabajos de Max Weber, también traducía trabajos del sociólogo Karl Mannheim al inglés. Sirvió en el Ejército británico y la Oficina de Servicios Estratégicos de los Estados Unidos  durante la Segunda Guerra Mundial. Al regresar a Chicago, fue nombrado Profesor adjunto en 1947, y catedrático en 1950. En 1971, se le nombró Profesor Emérito.
Durante mucho años, Shils trabajó simultáneamente en Chicago y otras universidades. Fue: lector de sociología en la Escuela de Economía de Londres de 1946 a 1950; socio del King's College, Cambridge, de 1961 a 1970;  socio de Peterhouse, Cambridge, de 1970 a 1978; y profesor honorario en antropología social en la Universidad de Londres de 1971 a 1977. Se le nombró socio honorario de la Escuela de Economía de Londres en 1972 y socio honorario de Peterhouse en 1979. También Fue profesor de laSea también un profesor en la Universidad de Leiden de 1976 a 1977.
Intentó acercar las tradiciones de investigación entre la sociología alemana y la americana. En Chicago, reunió a destacados becarios europeos para enseñar en la Universidad, incluyendo a Arnaldo Momigliano, Raymond Aron y el sinólogo británico Michael Loewe, entre otros. El profesor Shils fueera un miembro de la Academia americana de Artes y Ciencias y la Sociedad Filosófica americana.

## Vida personal
Murió en enero de 1995 y le sobrevivieron su hijo y nuera, Adam y Carrie Shils de Chicago; un nieto, Sam Shils; y un sobrino, Edward Benjamin Shils, profesor emérito en la Universidad de Pensilvania  Una gran foto de Shils cuelga en la Sala de Lectura del edificio de Investigación en Ciencias Sociales de la Universidad de Chicago.
Shils mantuvo una tensa relación fraught con Saul Bellow, un colega en la Universidad de Chicago quien sirvió también en el Comité de Pensamiento Social. Shils sirvió como su "mentor, modelo de carácter y editor" y aparece de manera destacada en muchas de las novelas de Bellow, incluyendo El planeta de Mr. Sammler (Artur Sammler), Humboldt's Gift (Profesor Durnwald), y Ravelstein (Rakhmiel Kogon). Artur Sammler y el profesor Durnwald son descritos brillantemente, pero en Ravelstein el carácter de Shils es tratado con "animosidad [la cual] logra proporciones letales" debido a una discusiónen descenso fuera entre el dos.

## Publicaciones
- Hacia una Teoría General de Acción (con Talcott Parsons, 1952)
- El Tormento de la Clandestinidad: Los Anteceentes & Consecuencias de las& De fondo De Políticas de Seguridad americana (Chicago: Dee 1956)
- Lo Intelectual Entre Tradición y Modernidad: La Situación india (1961)
- Teorías de la Sociedad: Fundaciones de Teoría Sociológica Moderna, Dos Volúmenes en Uno, con Jesse R. Pitt, Talcott Parsons (Editor), & Kaspar D. Naegele, Nueva York: La Prensa Libre (1961)
- Llamada a la Sociología, y Otros Ensayos en la Búsqueda de Aprendizaje (1980)
- Tradición  (Chicago: Universidad de Prensa de Chicago, 1981)
- Acerca de la Constitución de Sociedad (Chicago: Universidad de Prensa de Chicago, 1982)
- La Ética Académica (1984).
- Retratos: Una Galería de Intelectuales. Editado por Joseph Epstein  (Chicago: Universidad de Prensa de Chicago, 1997)